# Gnafosoïdeus
Els gnafosoïdeus (Gnaphosoidea) són una superfamília d'aranyes araneomorfes. Està constituïda per set famílies d'aranyes amb vuit ulls:
- Ammoxènids (Ammoxenidae)
- Citerònids (Cithaeronidae)
- Gal·lienièl·lids (Gallieniellidae)
- Gnafòsids (Gnaphosidae)
- Lampònids (Lamponidae)
- Prodidòmids (Prodidomidae)
- Trocantèrids (Trochanteriidae)

## Vegeu també

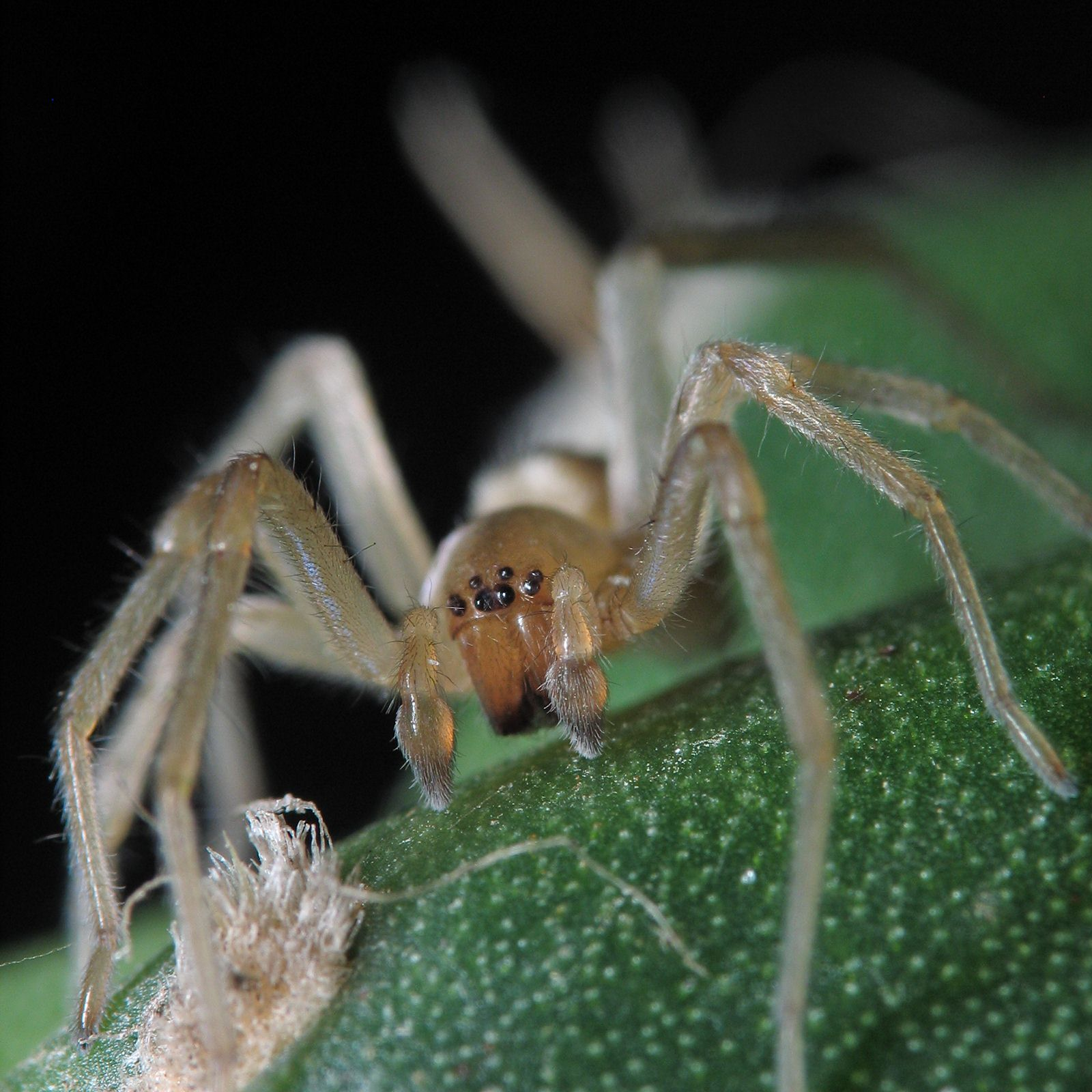
Gnafòsid.